# Fodina arctioides
Fodina arctioides là một loài bướm đêm trong họ Noctuidae.